# Corniger spinosus
Corniger spinosus är en fiskart som beskrevs av Agassiz, 1831. Corniger spinosus ingår i släktet Corniger och familjen Holocentridae. Inga underarter finns listade i Catalogue of Life.